# Каликіно (міський округ місто Бор)
Каликіно (рос. Каликино) — присілок в Борському міському окрузі Нижньогородської області Російської Федерації.
Населення становить 1769 осіб. Входить до складу муніципального утворення Міський округ місто Бор.

## Історія
Від 2010 року входить до складу муніципального утворення Міський округ місто Бор.

## Населення
| 2002 | 2010  |
| ---- | ----- |
| 1868 | ↘1769 |